# Хосе Марія Санчес Мартінес
Хосе Марія Санчес Мартінес (ісп. José María Sánchez Martínez, нар. 3 жовтня 1983, Лорка) — іспанський футбольний арбітр. Арбітр ФІФА з 2017 року.

## Суддівська кар'єра
Санчес розпочав суддівську кар'єру в 2000 році. Протягом сезону 2010/11 він судив матчі Сегунди В, після чого був підвищений до Сегунди у наступному сезоні. Провівши там чотири роки, він отримав право судити матчі у Ла Лізі, вищому дивізіоні Іспанії.
Свій перший матч у іспанській еліті він відсудив 29 серпня 2015 року у зустрічі «Реала Сосьєдада» і «Спортінга Хіхон» (0:0). У 2017 році він відпрацював другий матч Суперкубка Іспанії 2017 року між «Реалом» та «Барселоною», який завершився перемогою мадридців з рахунком 2:0. Згодом судив фінальну гру за Суперкубок Іспанії 2019 року між «Реалом» та «Атлетіко» (Мадрид), яку теж виграли «вершкові».
У 2017 році Санчес став арбітром ФІФА і провів свій перший міжнародний матч 13 липня 2017 року в рамках другого кваліфікаційного раунду Ліги Європи між «Тренчином» та «Бней-Єгудою». 22 березня 2019 року він провів дебютну гру національних збірних — це був товариський матч між Аргентиною та Венесуелою.
2 травня 2019 року Санчес був обраний одним із помічників відеоасистента арбітра на чемпіонаті світу серед жінок у Франції 2019 року, де працював у цьому статусі в тому числі і на фінальному матчі.
21 квітня 2021 року Санчес Мартінес був обраний одним з відеоасистентів арбітра на Євро-2020, який відбувся по всій Європі в червні та липні 2021 року.

## Особисте життя
Санчес народився в місті Лорка, Мурсія. Він економіст, працює банківським службовцем.